# Xalet Faixat
El Xalet Faixat és una obra noucentista de Castell d'Aro, Platja d'Aro i s'Agaró (Baix Empordà) protegida com a Bé Cultural d'Interès Local. El xalet Ensesa és situat dins la urbanització de s'Agaró en una parcel·la amb vistes al mar a la punta d'en Pau.

## Descripció
Es tracta d'un xalet de planta baixa i pis format per un volum compacte amb coberta a quatre vessants i una façana alineada al carrer. Aquí l'arquitecte Rafael Masó utilitza un llenguatge de caràcter renaixentista i s'allunya de l'"estil s'Agaró", introdueix alguns elements de pedra recuperats, possiblement provinents d'alguna casa noble del poble de Celrà segons una anotació manuscrita del mateix Masó, com ara un portal adovellat o un finestral amb frontó. El portal ha canviat d'ubicació i el xalet ha estat força reformat.